# Bermudes
|  | No s'ha de confondre amb Bermudes (indumentària). |

Bermudes (en anglès: Bermuda) és un territori autònom d'ultramar pertanyent al Regne Unit a l'Atlàntic Nord, davant les costes de l'Amèrica del Nord, a l'est de Carolina del Sud (EUA). S'ha convertit en un dels centres financers i turístics més importants del món. Bermudes és considerat sovint un paradís fiscal. Té 58,8 km² i una població de 64.500 habitants (2003). Les localitats principals són Hamilton i la vila històrica de Saint George's, declarada Patrimoni de la Humanitat per la UNESCO. Els homes d'aquestes illes acostumen a portar uns pantalons curts característics que arriben fins al genoll, derivats de l'antic uniforme dels soldats britànics, que han passat a anomenar-se «bermudes» (en anglès: Bermuda shorts).

## Història
S'atribueix el descobriment a Juan Bermúdez, de Palos de la Frontera (Huelva), a començaments del segle xvi, probablement el 1503. El darrer governador anglès de Bermudes fou George James Bruere, que morí després de destapar un complot molt important durant la Guerra de la Independència dels Estats Units el 1780. Ningú fins a l'agost del 2008 sabia on era enterrat, fins que un grup d'arqueòlegs nord-americans de la Universitat de Boston en trobaren la tomba sota l'església de St. Peter de la ciutat de Saint George's (Bermudes), quan estaven cercant la tomba del capità de l'armada anglesa, sir Jacob Weathe, mort també el 1783 a St. George. Aquesta troballa inesperada culminà amb la neteja de la placa de bronze que hi havia al damunt de la tapa del sarcòfag en què es guardaven unes restes humanes. La placa informava amb detalls que les restes pertanyien al darrer governador anglès. Entre 1780 i 1783, Bermudes va patir una forta epidèmia de febre groga que va despoblar l'illa.

### Colonització anglesa

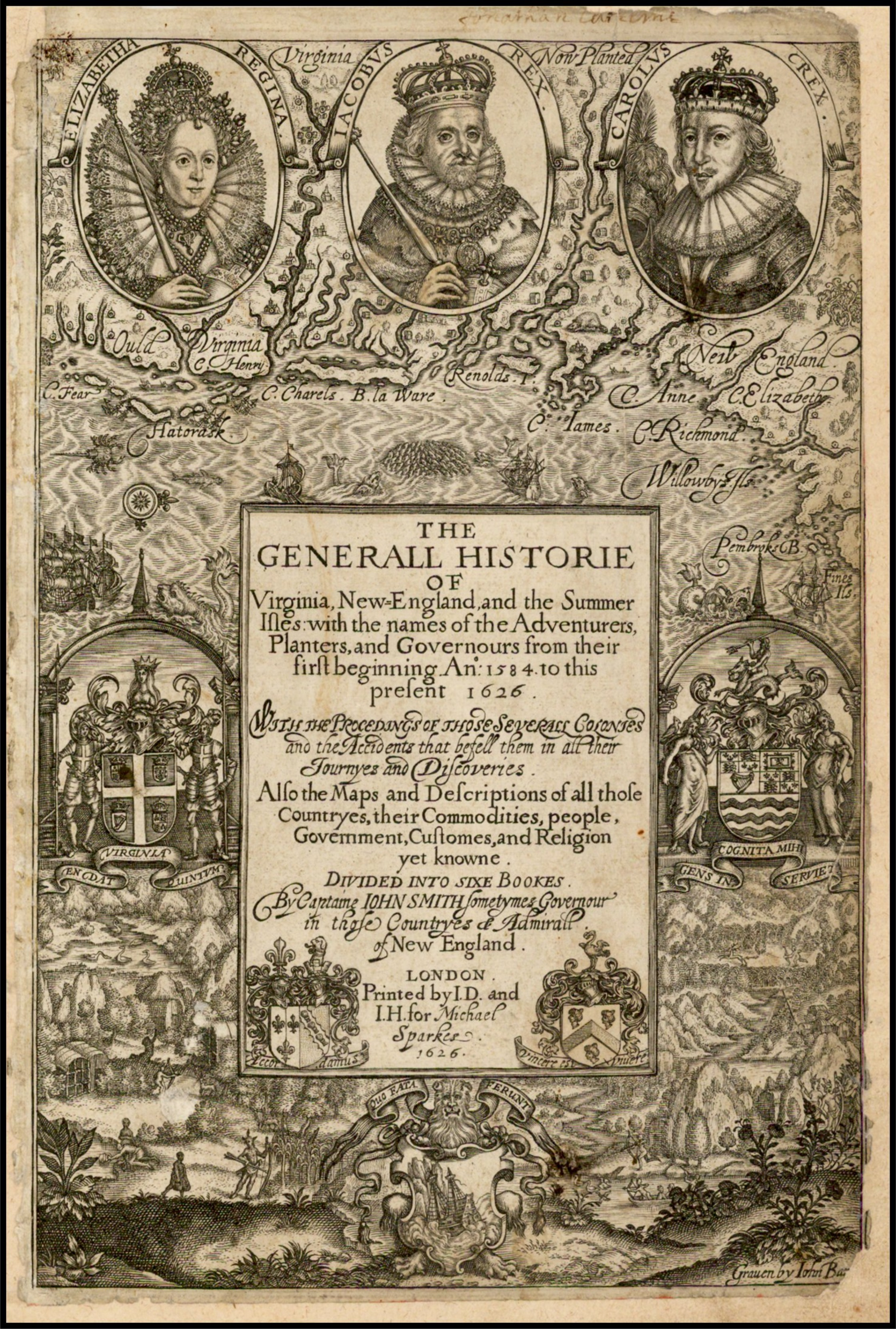
John Smith escrigué una de les primeres històries de Bermudes.

Les dues primeres colònies angleses a Virgínia havien fracassat, i el rei Jaume I d'Anglaterra inicià un esforç més decidit que concedí una carta reial a la companyia de Virgínia. El 1609 una flotilla de vaixells deixà Anglaterra sota el comandament de l'almirall Sir George somers, i el nou governador de Jamestown, Sir Thomas Gates, per alleujar la colònia de Jamestown, establerta dos anys abans. Somers tenia experiència prèvia navegant amb Sir Francis Drake i amb Sir Walter Raleigh. La flotilla fou separada per una tempesta, i el vaixell senyera, el Sea Venture, naufragà davant Bermudes, deixant els supervivents en possessió d'un nou territori. L'illa fou reclamada per la corona anglesa, i la carta de la companyia de Virgínia s'amplià per incloure-la. El 1612 quedà poblat Saint George, que es convertí en la primera capital de Bermudes.
El 1615 la colònia es transferí a una nova empresa, la companyia de les illes Somers, formada pels mateixos accionistes. Els estres llaços amb Virgínia es commemoren àdhuc després de la separació de Bermudes per referències a l'arxipèlag en molts noms de llocs de Virgínia, com Bermuda City i Bermuda Hundred.
La majoria dels supervivents del Sea Venture foren portats a Jamestown el 1610 a bord de dos vaixells construïts a Bermudes. Entre ells hi havia John Rolfe, que deixà una dona i un nen enterrats a les illes, però a Jamestown es casà amb Pocahontas, filla de Powhatan. L'assentament deliberat a Bermudes començà amb l'arribada del Plough, el 1612. Després de la revocació el 1684 de la Carta Reial de la Somers Isles Company, els mariners de Bermudes van establir una xarxa comercial intercolonial amb Charleston a Carolina del Sud, que s'havia fundat des de Bermudes el 1670 formant un centre continental per al seu comerç (Bermudes només produïa vaixells i mariners).
La independència dels Estats Units, que va tancar dels seus ports al comerç britànic, i la pau creixent a la regió, va reduir el risc per a la navegació, donant com a resultat vaixells mercants més petits com els que construïen els constructors de vaixells de Bermudes, perdent el favor dels clípers més grans, i l'arribada dels cascs metàl·lics i les màquines de vapor, van escanyar lentament l'economia marítima de Bermudes, mentre que la seva nova importància com a base de la Royal Navy i l'exèrcit britànic des de la qual es podia controlar l'estació d'Amèrica del Nord i les Índies Occidentals va suposar un interès creixent del govern britànic en el seu govern.
Bermudes es va agrupar amb l'Amèrica del Nord britànica, especialment Nova Escòcia i Terranova (els seus veïns britànics més propers), després de la independència dels Estats Units. Quan la guerra amb França va seguir la Revolució Francesa, es va establir un Royal Naval Dockyard a Bermudes el 1795, que s'havia d'alternar amb el Royal Naval Dockyard de Halifax (Bermudes durant els estius i Halifax durant els hiverns) com a seu de la Royal Navy i base principal per a l'estació del riu Sant Llorenç i la Costa d'Amèrica abans de convertir-se en la seu i la base principal durant tot l'any a partir de 1818 aproximadament.
La guarnició de l'exèrcit regular britànic, establerta el 1701 però retirada el 1784, es va restablir el 1794 i va créixer durant el segle XIX fins a ser una de les més grans en relació amb la mida de Bermudes. Durant la Guerra anglo-americana de 1812-1815, el bloqueig dels ports de la costa atlàntica dels Estats Units i la campanya de Chesapeake amb l'Incendi de Washington DC es van dirigir des de Bermudes, i preparatius per a operacions similars es van dur a terme a Bermudes quan l'Afer Trent gairebé va portar Gran Bretanya a guerra amb els Estats Units durant la Guerra Civil dels Estats Units, en la que Bermudes havia estat el principal punt de transbordament d'armes britàniques i europees introduïdes de contraban als ports confederats, especialment Charleston, Carolina del Sud, des d'on s'exportava el cotó de contraban, i va tenir un paper important com a base naval, punt de formació de combois transatlàntics, com a punt de connexió cable telegràfic submarí de les Índies Occidentals britàniques, com a estació sense fils i des de la dècada de 1930 com a lloc per a bases aèries utilitzades com a punt d'escapada per a vols transatlàntics i per operar patrulles aèries antisubmarines en la Primera i Segona Guerra Mundial, quan les bases de la Royal Navy, l'Exèrcit Britànic i la Royal Air Force ja existents es van unir per una base de la Royal Canadian Navy i les bases navals i aèries dels Estats Units. Va continuar sent una base aèria i naval vital durant la Guerra Freda, amb bases americanes i canadenques existents al costat de les britàniques des de la Segona Guerra Mundial fins al 1995.

## Geografia
Bermudes és un arxipèlag format per 123 illes de corall, situades a la part nord l'oceà Atlàntic, a la punta oest del mar dels Sargassos i a uns mil quilòmetres de la costa continental americana, la de Carolina del Nord. Les illes principals són: Bermuda o Gran Bermuda (Great Bermuda o Main Island) i les de Saint GeorgeSaint David, Somerset, Watford, Boaz i Ireland.
Gaudeixen de temperatures suaus, de clima subtropical humit, per la proximitat al corrent del Golf i als vents predominants de l'oest que els fan arribar escalfor i humitat, de manera que ni a l'hivern hi glaça. També els proporciona abundants precipitacions (1.400 mm anuals de mitjana a Hamilton, la capital, essencials com a font d'aigua potable, ja que l'arxipèlag no té cap riu ni llac.
Els huracans són una amenaça recurrent, per la seva situació tant propera al corrent del Golf, si bé quan arriben a les illes solen haver perdut intensitat. Tot i així, l'huracà Fabian, de categoria 3, el 5 de setembre del 2003 causà grans destrosses. I també al setembre del 2010 l'arxipèlag ha rebut l'impacte de l'huracà Igor, de categoria 1, però amb vents de més de 120 quilòmetres/hora.

## Govern i política
El poder executiu a Bermudes resideix en el monarca i s'exerceix en nom seu pel Governador. El Governador és nomenat per la Reina a proposta del Govern britànic. L'actual governador és George Fergusson, que prestà jurament el 23 de maig del 2012. També hi ha un Vicegovernador (actualment David Arkley JP). Les competències de Defensa i Afers Exteriors continuen sent responsabilitat del Regne Unit, que també té la responsabilitat de garantir el bon govern. S'han d'aprovar els canvis a la Constitució de Bermudes. Bermudes avui dia és un Territori Britànic d'Ultramar, però és la colònia britànica més antiga. El 1620 una sanció reial concedia a Bermudes una autonomia limitada, per la qual es formava el Parlament de Bermudes, el cinquè més antic del món, només rere el del Regne Unit, el de l'Illa de Man, el d'Islàndia i el de la República de Polònia.

## Economia
Els principals recursos econòmics són el turisme, l’agricultura (patata, cotó, tabac, cafè, bananes, fruita i conreus d’horta que aprofiten l’aigua de la pluja), la pesca i el comerç (exporta productes d’horta i importa carn, farina i cereals). El turisme ha transformat l'economia tradicional, basada en l’agricultura i en la pesca. El sector secundari és pràcticament inexistent, i el terciari és el que genera la major part del producte global.
Bermuda és un centre financer offshore, que resulta dels seus estàndards mínims de regulació i de tributació directa sobre els ingressos personals o corporatius. L'economia de l'arxipèlag es basa en gran part en les finances a causa de la seva condició de paradís fiscal. La manca d’imposts ha atret capitals estrangers, sobretot nord-americans i britànics. La banca i altres serveis financers constitueixen el sector més important de l'economia, amb aproximadament un 85% del PIB, i el turisme és la segona indústria amb un 5%. La balança comercial és considerablement desfavorable, i les principals partides de la importació són articles de consum i de luxe, provinents en un 50% dels EUA. La moneda de curs legal és el dòlar de Bermudes.
Hi ha bases militars navals nord-americanes a Great Sound i a Castle Harbour, a la Gran Bermuda i una d’anglesa a Ireland.

## Navegació
Bermudes donà nom a un tipus d'aparell de vela de gran importància històrica.

### Origen de la vela bermudiana

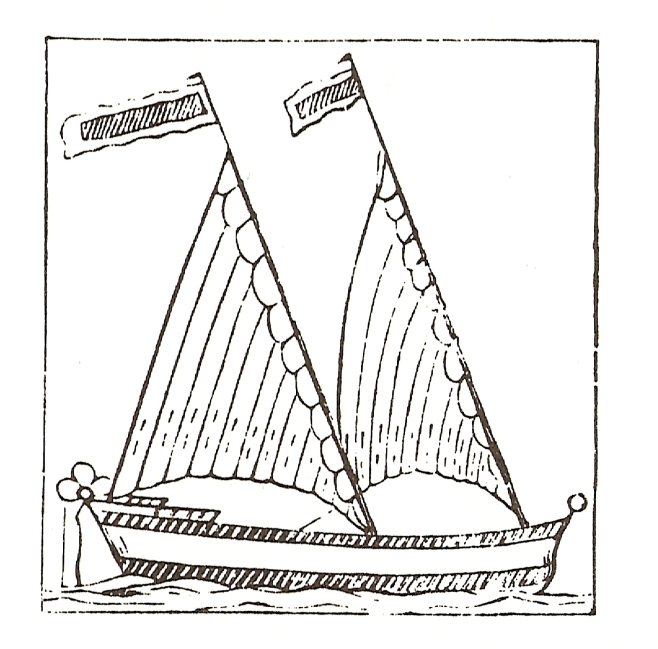
Gravat del d'una embarcació de Bermudes amb veles triangulars.

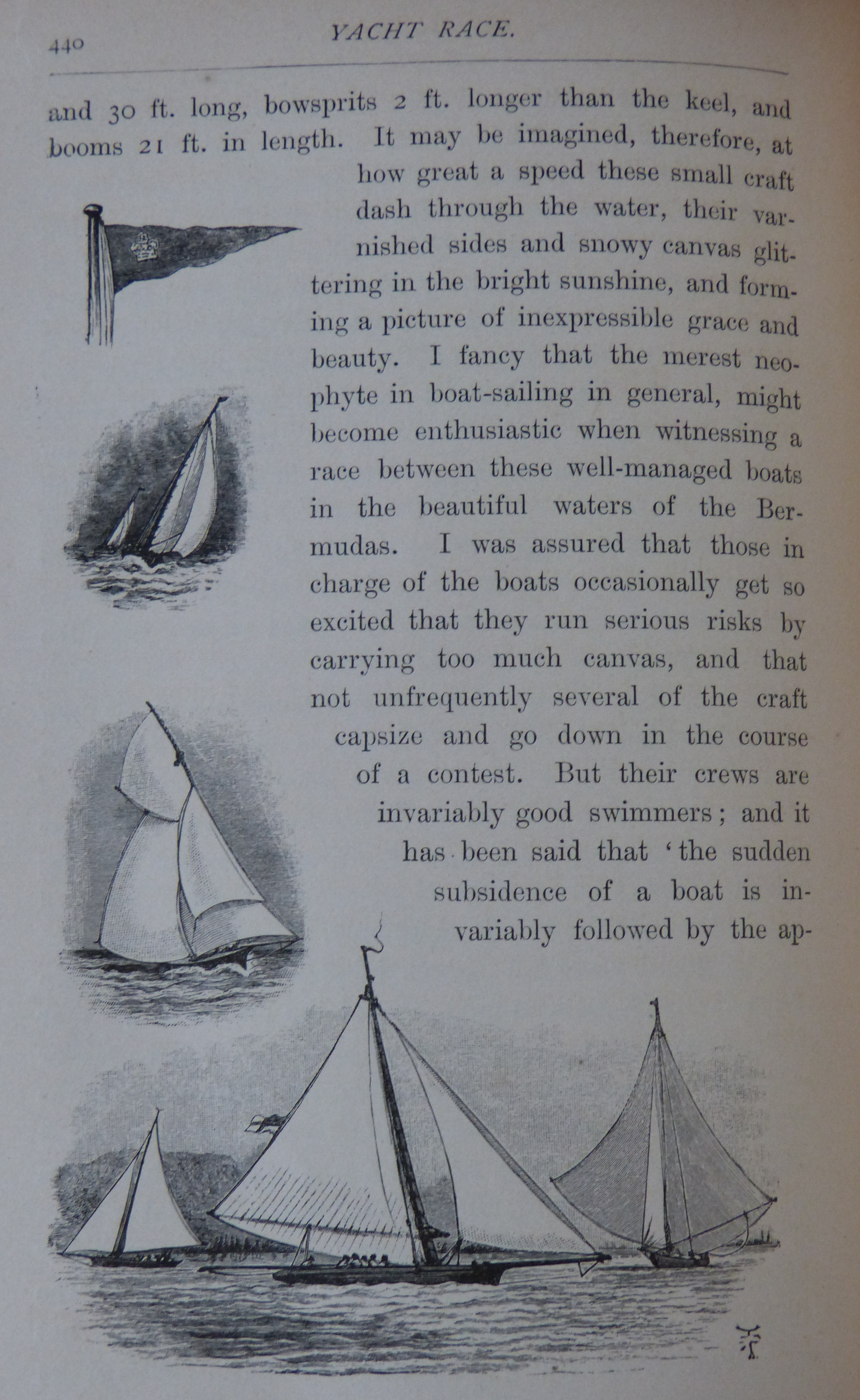
Bermudes vaixells de competició de vela de Anna Brassey 1883

Els orígens exactes de les veles bermudianes no estan gens clars. Sembla que hi havia embarcacions holandeses del segle xvii que usaven aquest tipus d'aparell, amb una mena de veles que els anglesos anomenaven "leg-of-mutton" ("cuixa de xai") per la seva forma triangular que recordava aquesta peça de carn llesta per a ser rostida.
Segons la versió en anglès d'aquest article, l'explorador i aventurer anglès John Smith (capità i soci d'una companyia comercial amb seu a Bermudes) explica el paper fonamental d'un mestre d'aixa neerlandès en la construcció naval de l'arxipèlag. Aquest constructor hauria arribat com a nàufrag, rebent el suport del governador Nathaniel Butler (governador en el període 1619-1622).
L'enginyer naval ("naval architect" en anglès) suec Fredrik Henrik af Chapman va publicar un llibre sobre construcció naval el 1768 que incloïa el dibuix d'un "sloop bermudià". Però aquest sloop estava aparellat de cúter amb vela cangrea. (A les pàgines 218- 220 del tractat hi ha una descripció de la làmina:Núm. 15...en Bermodoos sloop).
Més clara sembla la cita d'un poema de 1671 que descriu embarcacions bermudianes amb veles triangulars ("Amb veles de tres punys sempre surant/ cap vaixell del món amb els de les illes/ en cap punt no se'ls pot comparar"; "With tripple corner'd Sayls they always float, About the Islands, in the world there are, None in all points that may with them compare". John H. Hardie). També sembla indiscutible la imatge del gravat que mostra una barca amb dos pals i veles triangulars. (Vegeu imatge adjunta que caldria identificar i datar amb més precisió).
La vela bermudiana s'explica com una evolució lògica de la vela llatina. Si l'antena es disposa en posició prop de la vertical, amb l'extrem de proa tocant el buc del vaixell, no és difícil de pensar que fixant aquest extrem al vaixell pot suprimir-se el pal que suporta l'antena (que no fa cap funció aerodinàmica).
Sense negar la possibilitat de veles triangulars en els Països Baixos, a Bermudes o altres indrets del món en èpoques anteriors, sembla que les veles triangulars hissades en un pal tiple (d'una sola peça) no es popularitzaren de debò fins a principis del segle xix (circa 1810?). El que sembla indiscutible és que la difusió de l'aparell es feu a partir d'embarcacions de Bermudes.

### Importància de les savines o junípers de Bermudes
Quan els colons anglesos arribaren a Bermuda hi havia boscos immensos de savines centenàries (Juniperus bermudiana). Aquestes savines bermudianes donen una fusta vermellosa i aromàtica, especialment preuada pels mestres d'aixa en la construcció de vaixells.
Es tracta d'una fusta lleugera però tan forta com la fusta de roure. Pot treballar-se tan bon punt com es talla l'arbre i és resistent als corcs comuns i la floridura.
La baixa densitat de la fusta, i la facilitat de trobar-la en peces llargues i rectes la feien especialment adequada per a la construcció de pals de vaixell.
Coïncidència feliç o conseqüència lògica (l'aparell no es pot construir sense la fusta adequada), les savines i l'aparell bermudià van permetre que es desenvolupés aquest sistema de velam i es propagués per tot el món.
La cara fosca és la destrucció dels boscos per culpa de la qualitat de la fusta. Ja l'any 1627 les autoritats de Bermuda en restringiren l'exportació. Però la demanda i la sobre-explotació no minvaren fins a la generalització dels bucs d'acer. Quan semblava que els boscos es podrien regenerar en part, una plaga deguda a un insecte va destruir prop del 95% dels arbres que quedaven.